# Guarda-mão

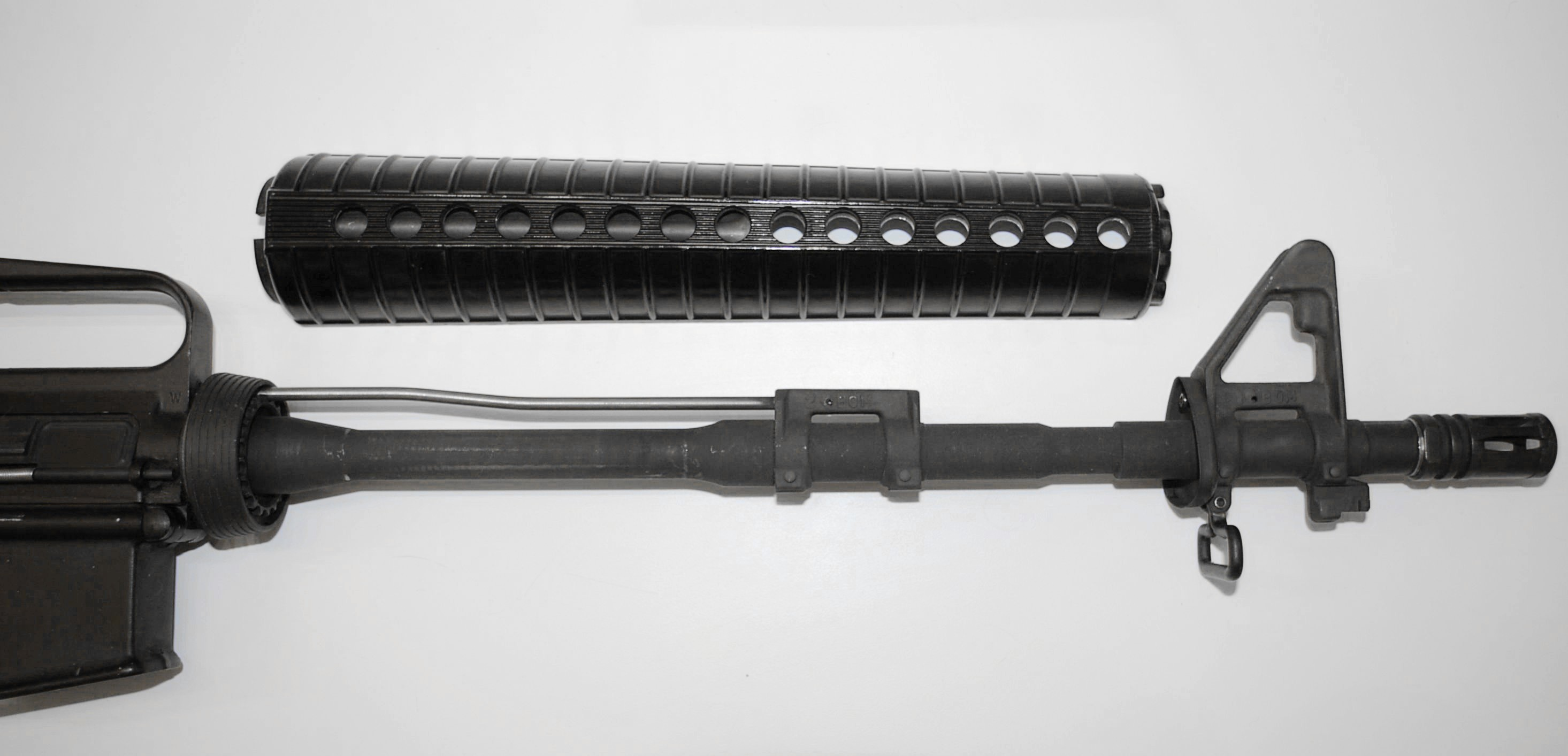
Um Guarda-mão separado do cano.

Guarda-mão, em armas de fogo é uma proteção localizada sob ou ao redor do cano para segurar a arma pela frente, protegendo o usuário do contato direto com o cano, que pode ficar muito quente ao disparar. Em suas formas mais modernas, também oferece espaço para mais acessórios para a arma em si, como um Lança-Granadas M203, luzes, lasers, empunhaduras verticais frontais, batentes de mão e uma variedade de outros acessórios.